# Tres Equis
Tres Equis è un distretto della Costa Rica facente parte del cantone di Turrialba, nella provincia di Cartago.